# アウトバーン 3 (スイス)

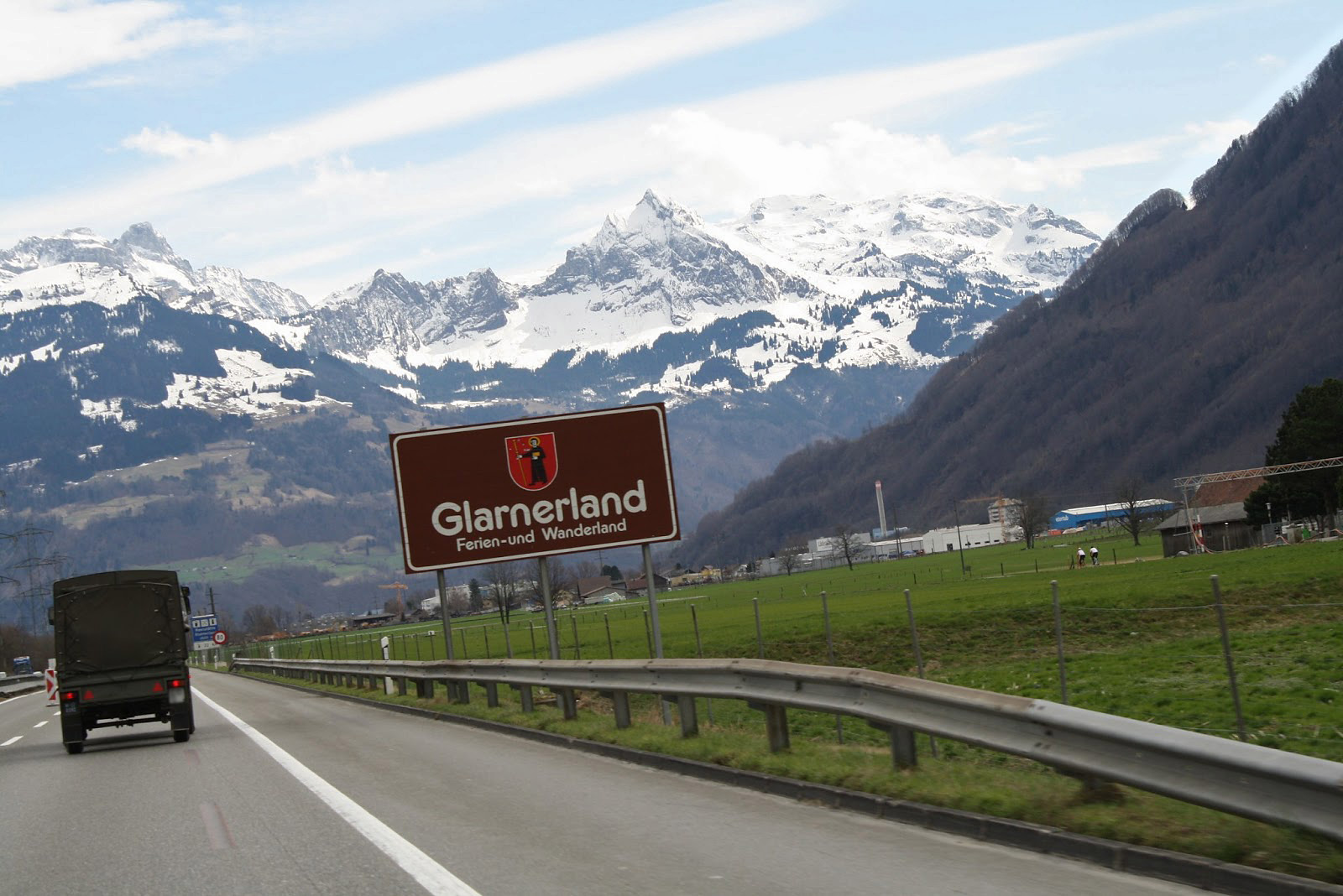
スイス、グラールス州の A3高速道路から見たグラナーアルプス 。

アウトバーン 3（ドイツ語: Autobahn A3、フランス語: Autoroute A3）はスイスの高速道路。

## 概要
A3はスイスのバーゼルからザルガンスを結ぶ路線である。フランスとの国境地帯からチューリッヒを経由し、南西に向かって斜めに走っている。総延長は約180kmであるが、一部の区間はA1及びA2の路線と重複している。また国道3号線とほとんど一致する。
始点はバーゼルの国境地帯で、北はフランスのオートルート A35に接続している。バーゼル＝ヴィーゼジャンクションからアウクストジャンクションまでA2と重複し、分岐したのちにA3はラインフェルデンやフリックへと向かう。また全長3750mのベツベルクトンネルを抜けると、ビルアージャンクションからリンマタール交差点まではA1と重複している区間である。
その後、A3はウルドルフやチューリッヒへと伸びていく。リンマタール交差点からチューリッヒ＝西ジャンクションまでの区間は2009年5月にユトリベルクトンネルが開通して以来「西バイパス」と呼ばれている（後述）。そしてチューリッヒ湖の左岸、さらにヴァレン湖に沿ってA3は走り、終点のメルスでA13に接続する。
A3はA1と合わせればバーゼルからチューリッヒを結ぶという点で重要な路線であり、他方A13と合わせればチューリッヒからクールを結ぶ点で重要な路線である。

## 区間

### ヴェエセン-ムルク区間
ヴァレン湖沿いのヴェエセンからムルクの区間は特殊な区間である。1964年、この区間に六つのトンネルとともにN3が基幹道路として開通した。これらのトンネルはツィーゲルブリュッケ-ザルガンス鉄道のヴェエセンからザルガンスまでの旧ルートにあったトンネルを高速道路に作り替えたものであった。この鉄道路線は元々1859年に開通したが、1960年にケレンツァーベルグトンネルができてからは使われなくなっていたのであった。よってこのトンネルを高速道路に改装したのがこの区間なのである。
ただし、ヴェエセンからヴァレンシュタットの区間は4車線であったのに対し、このトンネルの区間だけは2車線となってしまった。なので1986年にはムルク・ザルガンス方面の車線のために一方通行のケレンツァーベルグトンネル（5,760m）が建設された。これにより従来の六つのトンネルもヴェエセン・チューリッヒ方面の車線用に一方通行のトンネルとして転換された。

### チューリッヒ西バイパス
2009年5月4日、ビルメンスドルフインターチェンジ-チューリッヒ＝南ジャンクション間（いわゆる「西バイパス」の最終区間）が開通し、A3はバーゼルからザルガンスまでが結ばれるようになった。
この新規開通により、二本の既存の路線のナンバリングが変更になった。一本はリンマタール交差点からチューリッヒ市内のハルトトゥルムを結ぶ路線であり、「A3」から現在の「A1H」に変更された。もう一本はヴィーディコンからチューリッヒ＝南ジャンクションを結ぶ路線で、新しくA3Wとしてナンバリングされた。
またこのバイパスの開通に合わせて、旧バイパス沿線の住宅地域に対する対策の初期段階が施行された。上記二つの既存の路線は都心部に接続する交通手段として用いられていたが、新バイパスの開通二日前（5月2日）の時点で各方面につき1車線という非常に狭いものだった。これにより翌月から2010年の夏にかけて、各地区の大通りや基幹道路を結ぶ従来の仮設の軸路線は解体された。

## 行程
- 計画段階の新規インターチェンジおよびジャンクションは含まれていない。
- 接続路線名の特記がないものはアウトバーンと基幹道路以外。